# ファクンド・テッロ
- ファクンド・テージョ

ファクンド・ラウル・テッロ・フィゲロア（Facundo Raúl Tello Figueroa、1982年5月4日 - ）は、アルゼンチン・バイアブランカ出身のサッカー審判員。2013年以降、アルゼンチンのトップカテゴリであるプリメーラ・ディビジオンでの主審を担当している。2019年以降は国際サッカー連盟 (FIFA) 登録の国際審判員としても活動している。

## 来歴
ブエノスアイレス州のバイアブランカで生まれる。
バヒエンセ審判協会に所属するテッロは、2011年に当時のアルゼンチントーナメントAでデビューしたときから、アルゼンチンサッカー協会のトーナメントで最初の一歩を踏み出した。
2012-13シーズン、それまで2部リーグに当たるプリメーラB・ナシオナルでもわずか4試合しか担当していなかったテッロが、トルネオ・フィナール第14節・ゴドイ・クルス対ベレス・サルスフィールドの主審に抜擢され、弱冠31歳にしてプリメーラ・ディビジオンでの初担当となった。

以後、プリメーラ・ディビジオンでの活動が定着し、2018年1月21日には初めてスーペルクラシコを担当、CAリーベル・プレートが1-0で勝利した。同年には、2018-19シーズンへの昇格をかけたプリメーラB・ナシオナル トルネオ・レドゥシド（昇格プレーオフトーナメント）決勝・サン・マルティン・デ・トゥクマン対サルミエントの2ndレグを担当した。
2019年、テッロは南米サッカー連盟 (CONMEBOL) から、同僚のフェルナンド・ラパリーニ、エゼキエル・ブライロスキー、ガブリエル・チャデとともに、チリで行われる南米U-20選手権の第4審判に任命され、国際審判としてデビュー。 この資格を得るために大学に通った。
彼は2021年のFIFAアラブカップの審判団に任命され、ヨルダン対モロッコの試合を担当した。
2022年11月7日、アルゼンチンのカップ戦、ボカ・ジュニアーズ対ラシン・クラブの試合で主審を務めた。試合中、両チームの選手同士がラフプレーの応酬などが行ったため、レッドカードを連発。選手10人を退場させた。